# Honeygo
 (juillet 2025).
Honeygo est une census-designated place située dans le comté de Baltimore, dans l’État du Maryland, aux États-Unis. Lors du recensement de 2020, elle comptait 12 927 habitants.